# 苏霍伊航空集团
苏霍伊航空集团（俄语：Сухой，羅馬化：Sukhoi， 俄語發音：[sʊˈxoj]）是俄罗斯联合航空制造公司的一個子公司，為俄羅斯主要的军用航空器制造商，前身為帕维尔·苏霍伊于1939年创立的蘇聯苏霍伊设计局，总部位于莫斯科。

## 歷史
1937年，蘇聯航空設計師帕維爾·蘇霍伊和他的團隊開發了BB-1型，一種偵察機和輕型轟炸機。 根據1939年7月29日的蘇聯政府決議 ，蘇霍伊設計局被指定為51設計局（OKB-51），還任命了蘇霍伊為首席設計師，賦予蘇霍伊設計局團隊獨立地位。同年，BB-1 被命名為Su-2，被蘇聯空軍所採用，共生產了 910架。二戰中，為了替換Su-2，蘇霍伊設計局研製了Su-6對地攻擊機，然而官方選擇採購了競爭對手的伊爾-2攻擊機。
冷戰期間，蘇霍伊設計局設計的Su-7、Su-15、Su-17、Su-24、Su-25等機型取得了成功，被大量採購。冷戰後期，蘇霍伊設計局設計出了經典的Su-27系列戰鬥機，該系列的衍生機型一直發展至今，發展出了Su-30、Su33、Su-34、Su-35、Su37等。
蘇聯解體後，苏霍伊设计局與位于新西伯利亚的航空产品联合体（NAPO）、位于阿穆尔河畔共青城的航空产品联合体（KnAAPO），以及位于伊尔库茨克的航空公司合併组成苏霍伊航空集团。2006年2月，依據俄羅斯總統弗拉基米爾·普京簽署的行政命令，苏霍伊集團與俄羅斯其他主要航空、航天設計或者製造公司合并成立聯合航空製造公司。
2007年，苏霍伊公司開發了俄羅斯首架現代支線商用噴射客機SSJ100，有78到98個座位，在阿穆尔河畔共青城進行了發表。 SSJ100的處女航在2008年5月19日進行。 苏霍伊也開發了俄羅斯的第一型第五代戰鬥機，Su-57。Su-57的處女航在2010年1月29日進行。

## 产品型号
- 苏-1战斗机
- Su-2（英语：Sukhoi Su-2）
- Su-3
- Su-4（英语：Sukhoi Su-4）
- Su-5（英语：Sukhoi Su-5）
- Su-6（英语：Sukhoi Su-6）
- 苏-7战斗轰炸机
- Su-8（英语：Sukhoi Su-8）
- Su-9攔截機
- Su-10（英语：Sukhoi Su-10）
- Su-11攔截機
- Su-12（英语：Sukhoi Su-12）
- Su-15攔截機
- Su-17攻擊機
- Su-19（英语：Sukhoi Su-19）
- Su-20
- Su-22
- Su-24戰鬥轟炸機
- Su-25攻擊機
- Su-26（英语：Sukhoi Su-26）
- 苏-27战斗机
- Su-28（英语：Sukhoi Su-28）
- Su-29（英语：Sukhoi Su-29）
- 苏-30战斗机
- Su-31（英语：Sukhoi Su-31）
- Su-33戰鬥機
- 苏-34战斗轰炸机
- Su-35戰鬥機
- Su-37戰鬥機
- 苏-38
- Su-39
- Su-47金雕式戰鬥機
- 苏-57
- 苏霍伊 Su-75 Checkmate
- Su-80（英语：Sukhoi Su-80）
- 苏霍伊超级喷气机100
- 蘇愷 P-1（英语：Sukhoi P-1）
- Sukhoi T-3（英语：Sukhoi T-3）
- T-4偵察機
- 蘇愷 T-12（英语：Sukhoi T-12 Shturmovik-90）
- T-49（英语：Sukhoi T-49）
- S-70「獵人」隱形無人機
- T-60S（英语：Sukhoi T-60S）（取消[5]）
- 蘇霍伊KR-860（研发资金被转移到其他项目上[6]）
- S-54教练机（英语：Sukhoi S-54）（搁置[7]）
- S-55轻型战斗机（搁置[7]）
- S-56舰载轻型战斗机（搁置[7]）
- 蘇愷-灣流 S-21（英语：Sukhoi-Gulfstream S-21）（取消[8]）
- FGFA（搁置[9]）

## 圖片

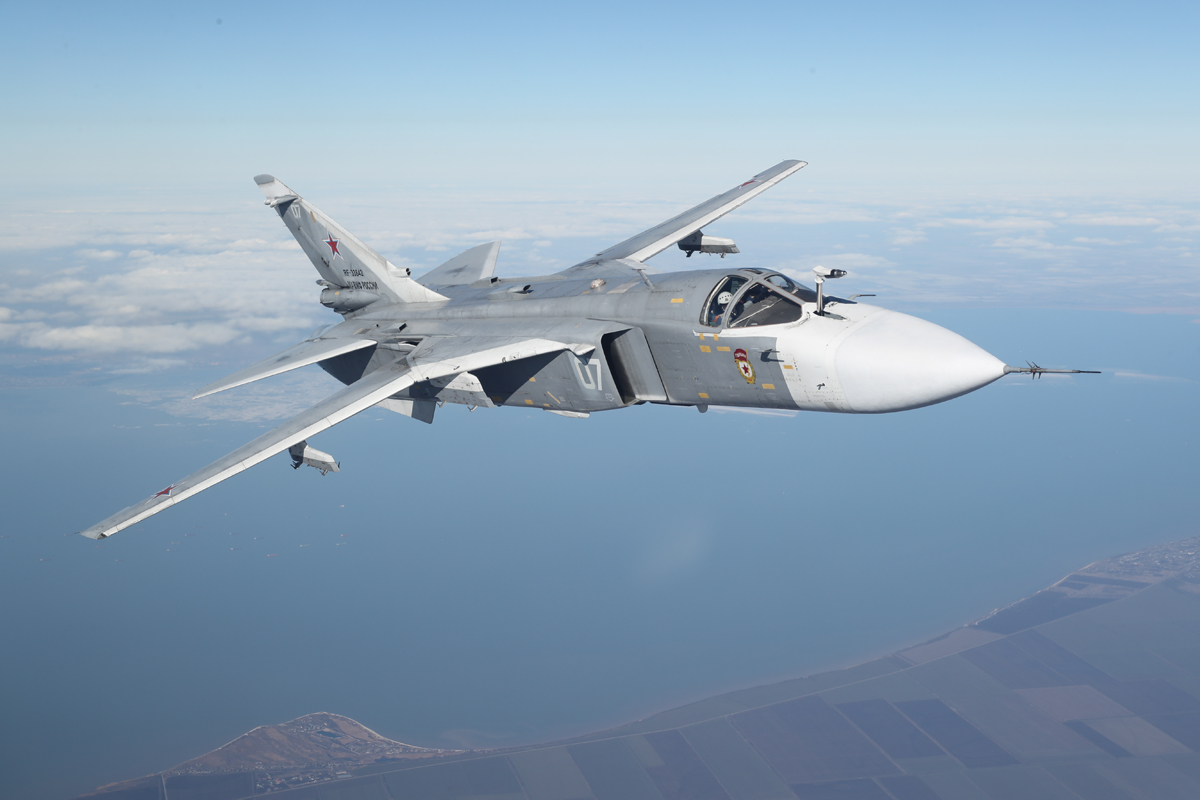
Su-24
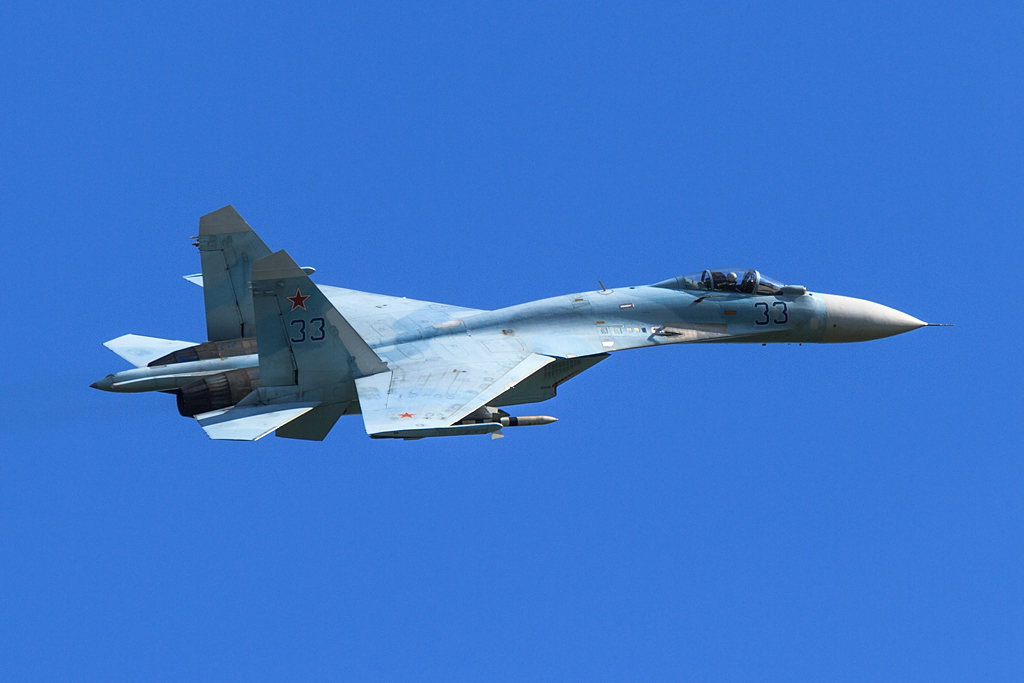
Su-27
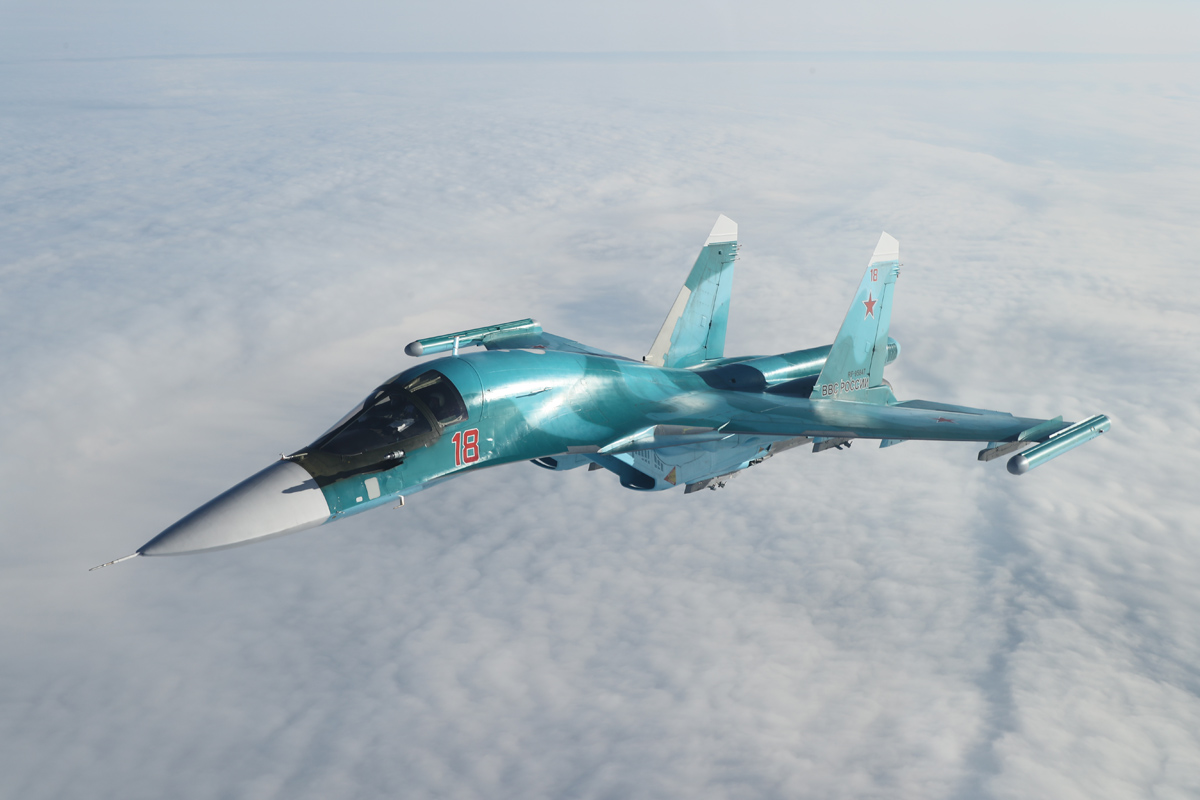
Su-34
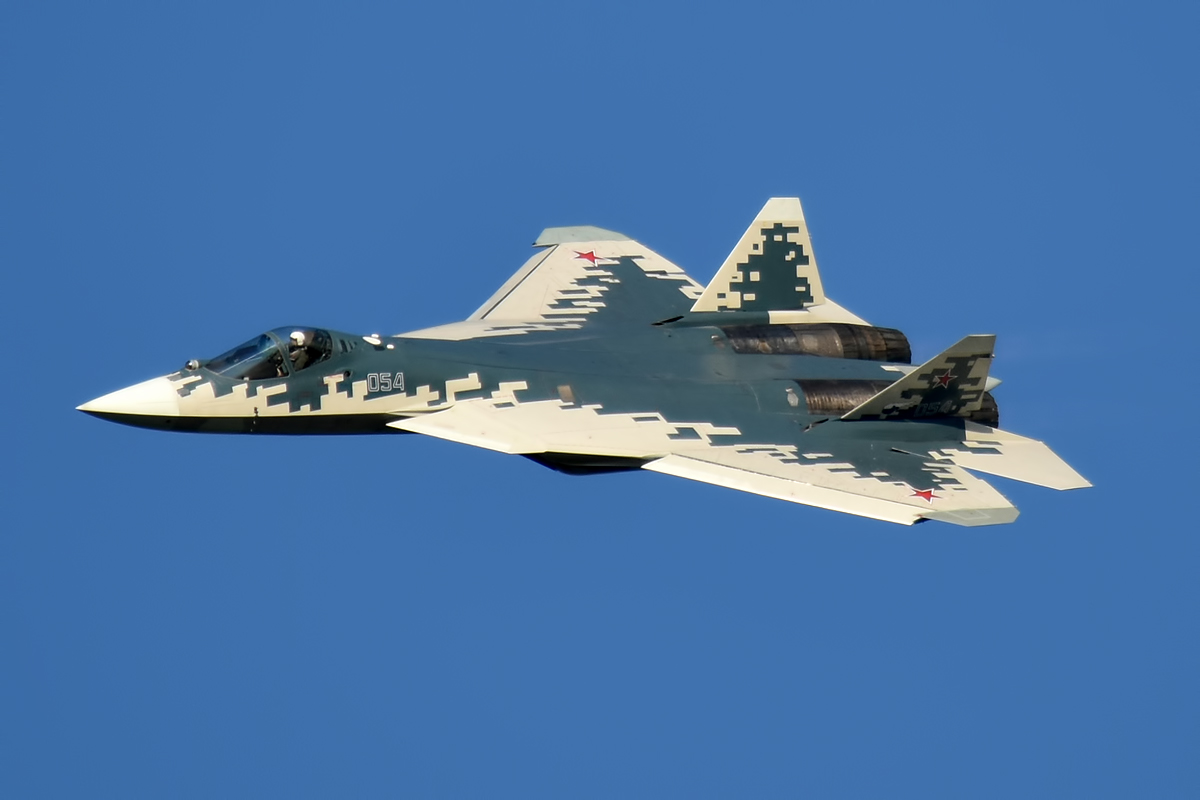
Su-57
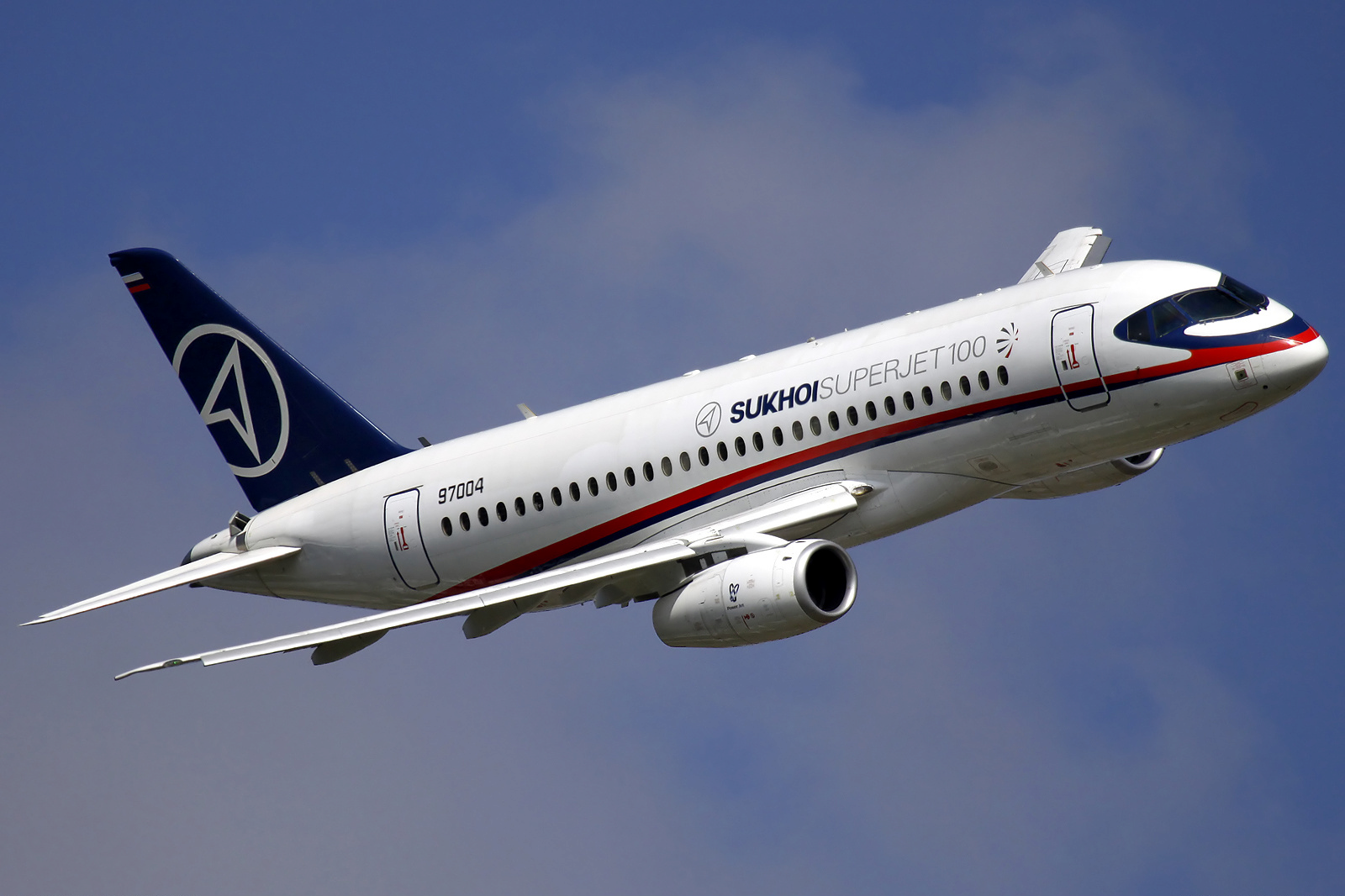
SSJ100

## 外部連結
- 官方网站
- www.sukhoi.ru—Other sources
- Sukhoi pages （页面存档备份，存于）—俄罗斯航空博物馆
- @biograph.ru （俄文）
- "Russian plane firm challenges West" （页面存档备份，存于） by Jorn Madslien, BBC News